# Olszóweczka łuseczkowata
Olszóweczka łuseczkowata (Naucoria subconspersa  Kühner ex P.D. Orton) – gatunek grzybów należący do rodziny podziemniczkowatych (Hymenogastraceae).

## Systematyka i nazewnictwo
Pozycja w klasyfikacji według Index Fungorum: Naucoria, Hymenogastraceae, Agaricales, Agaricomycetidae, Agaricomycetes, Agaricomycotina, Basidiomycota, Fungi.
Synonimy:
- Alnicola subconspersa (Kühner ex P.D. Orton) Bon 1979
- Naucoria subconspersa Kühner 1953

Nazwę polską zaproponował Władysław Wojewoda w 2003 r.

## Występowanie i siedlisko
W Europie olszóweczka łuseczkowata jest szeroko rozprzestrzeniona. Podano jej występowanie także w dwóch rejonach Kanady. W piśmiennictwie naukowym na terenie Polski podano wiele stanowisk. Nowe stanowiska podaje internetowy atlas grzybów. Jest w nim zaliczona do gatunków chronionych i rzadkich.
Saprotrof. Owocniki występują w lasach liściastych i mieszanych na ziemi, często wśród mchów. Pojawiają się od czerwca do listopada.